# تشايلدريس
تشايلدريس (بالإنجليزية: Childress)‏ هي مدينة أمريكية تقع في ولاية تكساس.تبلغ مساحة هذه المدينة 21.5 (كم²)،ويبلغ عدد سكانها 6778 نسمة حسب إحصاء سنة 2010 م. تشير إحصاءات سنة 2000م بأن الكثافة السكانية في هذه المدينة تقدر بـ(317.3) نسمة/كم2.

## التركيبة السكانية
حدّد مكتب تعداد الولايات المتحدة بيانات التركيبة السكانية لتشايلدريس في تعداد الولايات المتحدة. في ما يلي، التركيبة السكانية حسب تعدادي 2000 و2010.

### تعداد عام 2000
بلغ عدد سكان تشايلدريس 6,778 نسمة بحسب تعداد عام 2000، وبلغ عدد الأسر 2,116 أسرة وعدد العائلات 1,368 عائلة مقيمة في المدينة. في حين سجلت الكثافة السكانية 314.8 نسمة لكل كيلومتر مربع (815.3/ميل2). وبلغ عدد الوحدات السكنية 2,554 وحدة بمتوسط كثافة قدره 118.6 لكل كيلومتر مربع (307.2/ميل2).
وتوزع التركيب العرقي للمدينة بنسبة 64.52% من البيض و15.65% من الأمريكيين الأفارقة و0.34% من الأمريكيين الأصليين و0.34% من الأمريكيين ذوي الأصول الآسيوية و0.06% من سكان جزر المحيط الهادئ و17.13% من الأعراق الأخرى و1.96% من عرقين مختلطين أو أكثر و22.37% من الهسبانيون أو اللاتينيون من أي عرق.
بلغ عدد الأسر 2,116 أسرة كانت نسبة 34.6% منها لديها أطفال تحت سن الثامنة عشر تعيش معهم، وبلغت نسبة الأزواج القاطنين مع بعضهم البعض 48.9% من أصل المجموع الكلي للأسر، ونسبة 12.6% من الأسر كان لديها معيلات من الإناث دون وجود شريك، بينما كانت نسبة 3.2% من الأسر لديها معيلون من الذكور دون وجود شريكة وكانت نسبة 35.3% من غير العائلات. تألفت نسبة 32.8% من أصل جميع الأسر من عدة أفراد يعيشون في نفس المنزل ونسبة 18% كانت تتألف من شخص يعيش بمفرده يبلغ من العمر 65 عاماً أو أكثر. وبلغ متوسط حجم الأسرة المعيشية 2.37، أما متوسط حجم العائلات فبلغ 3.01.
بلغ العمر الوسطي للسكان 35.8 عاماً. وكانت نسبة 20.9% من القاطنين تحت سن الثامنة عشر، وكانت نسبة 5.6% بين الثامنة عشر والرابعة والعشرين عاماً، ونسبة 18.7% كانت واقعةً في الفئة العمرية ما بين الخامسة والعشرين والرابعة والأربعين عاماً، ونسبة 15.2% كانت ما بين الخامسة والأربعين والرابعة والستين، ونسبة 13.7% كانت ضمن فئة الخامسة والستين عاماً فما فوق. يوجد لكل 100 أنثى 88.2 ذكر، ويوجد لكل 100 أنثى في الثامنة عشر من عمرها فما فوق 80.9 ذكر.
بلغ متوسط دخل الأسرة في المدينة 26,536 دولارًا، أما متوسط دخل العائلة فبلغ 33,323 دولارًا. وكان متوسط دخل الذكور 25,365 دولارًا مقابل 19,442 دولارًا للإناث. وسجل دخل الفرد الخاص بالمدينة 11,708 دولارًا. وكانت نسبة 14.6% من العائلات ونسبة 18.6% من السكان تحت خط الفقر، وكان من هؤلاء نسبة 30.3% تحت سن الثامنة عشر ونسبة 10.2% في الخامسة والستين من العمر وما فوق.

### تعداد عام 2010
بلغ عدد سكان تشايلدريس 6,105 نسمة بحسب تعداد عام 2010، وبلغ عدد الأسر 1,952 أسرة وعدد العائلات 1,241 عائلة مقيمة في المدينة. في حين سجلت الكثافة السكانية 283.6 نسمة لكل كيلومتر مربع (734.5/ميل2). وبلغ عدد الوحدات السكنية 2,363 وحدة بمتوسط كثافة قدره 109.8 لكل كيلومتر مربع (284.4/ميل2).
وتوزع التركيب العرقي للمدينة بنسبة 80.05% من البيض و11.35% من الأمريكيين الأفارقة و0.48% من الأمريكيين الأصليين و0.80% من الأمريكيين ذوي الأصول الآسيوية و0.03% من سكان جزر المحيط الهادئ و5.86% من الأعراق الأخرى و1.43% من عرقين مختلطين أو أكثر و29.84% من الهسبانيون أو اللاتينيون من أي عرق.
بلغ عدد الأسر 1,952 أسرة كانت نسبة 33.5% منها لديها أطفال تحت سن الثامنة عشر تعيش معهم، وبلغت نسبة الأزواج القاطنين مع بعضهم البعض 47.2% من أصل المجموع الكلي للأسر، ونسبة 12.4% من الأسر كان لديها معيلات من الإناث دون وجود شريك، بينما كانت نسبة 3.9% من الأسر لديها معيلون من الذكور دون وجود شريكة وكانت نسبة 36.4% من غير العائلات. تألفت نسبة 32.8% من أصل جميع الأسر من عدة أفراد يعيشون في نفس المنزل ونسبة 16.9% كانت تتألف من شخص يعيش بمفرده يبلغ من العمر 65 عاماً أو أكثر. وبلغ متوسط حجم الأسرة المعيشية 2.40، أما متوسط حجم العائلات فبلغ 3.04.
بلغ العمر الوسطي للسكان 32.3 عاماً. وكانت نسبة 21.2% من القاطنين تحت سن الثامنة عشر، وكانت نسبة 12.3% بين الثامنة عشر والرابعة والعشرين عاماً، ونسبة 31.9% كانت واقعةً في الفئة العمرية ما بين الخامسة والعشرين والرابعة والأربعين عاماً، ونسبة 20.2% كانت ما بين الخامسة والأربعين والرابعة والستين، ونسبة 14.3% كانت ضمن فئة الخامسة والستين عاماً فما فوق. وتوزع التركيب الجنسي للسكان بنسبة 59.4% ذكور و40.6% إناث.

## المناخ
يظهر الجدول التالي التغييرات المناخية على مدار السنة لتشايلدريس:
| البيانات المناخية لـتشايلدريس       | البيانات المناخية لـتشايلدريس | البيانات المناخية لـتشايلدريس | البيانات المناخية لـتشايلدريس | البيانات المناخية لـتشايلدريس | البيانات المناخية لـتشايلدريس | البيانات المناخية لـتشايلدريس | البيانات المناخية لـتشايلدريس | البيانات المناخية لـتشايلدريس | البيانات المناخية لـتشايلدريس | البيانات المناخية لـتشايلدريس | البيانات المناخية لـتشايلدريس | البيانات المناخية لـتشايلدريس | البيانات المناخية لـتشايلدريس |
| الشهر                               | يناير                         | فبراير                        | مارس                          | أبريل                         | مايو                          | يونيو                         | يوليو                         | أغسطس                         | سبتمبر                        | أكتوبر                        | نوفمبر                        | ديسمبر                        | المعدل السنوي                 |
| ----------------------------------- | ----------------------------- | ----------------------------- | ----------------------------- | ----------------------------- | ----------------------------- | ----------------------------- | ----------------------------- | ----------------------------- | ----------------------------- | ----------------------------- | ----------------------------- | ----------------------------- | ----------------------------- |
| الدرجة القصوى °ف (°م)               | 87 (31)                       | 95 (35)                       | 100 (38)                      | 106 (41)                      | 111 (44)                      | 117 (47)                      | 114 (46)                      | 115 (46)                      | 108 (42)                      | 103 (39)                      | 93 (34)                       | 88 (31)                       | 117 (47)                      |
| الحد الأقصى المتوسط °ف (°م)         | 76.7 (24.8)                   | 81.0 (27.2)                   | 88.7 (31.5)                   | 94.1 (34.5)                   | 98.9 (37.2)                   | 102.1 (38.9)                  | 104.3 (40.2)                  | 103.0 (39.4)                  | 98.0 (36.7)                   | 92.6 (33.7)                   | 83.4 (28.6)                   | 76.3 (24.6)                   | 106.4 (41.3)                  |
| متوسط درجة الحرارة الكبرى °ف (°م)   | 54.6 (12.6)                   | 58.2 (14.6)                   | 67.3 (19.6)                   | 76.5 (24.7)                   | 84.1 (28.9)                   | 91.6 (33.1)                   | 95.9 (35.5)                   | 94.7 (34.8)                   | 87.0 (30.6)                   | 76.3 (24.6)                   | 64.8 (18.2)                   | 54.6 (12.6)                   | 75.6 (24.2)                   |
| متوسط درجة الحرارة الصغرى °ف (°م)   | 28.3 (−2.1)                   | 32.1 (0.1)                    | 39.7 (4.3)                    | 48.1 (8.9)                    | 58.4 (14.7)                   | 66.4 (19.1)                   | 70.8 (21.6)                   | 69.4 (20.8)                   | 61.4 (16.3)                   | 49.9 (9.9)                    | 38.5 (3.6)                    | 29.4 (−1.4)                   | 49.4 (9.7)                    |
| الحد الأدنى المتوسط °ف (°م)         | 13.8 (−10.1)                  | 15.7 (−9.1)                   | 23.1 (−4.9)                   | 32.9 (0.5)                    | 45.1 (7.3)                    | 56.9 (13.8)                   | 63.6 (17.6)                   | 61.6 (16.4)                   | 46.2 (7.9)                    | 34.1 (1.2)                    | 22.5 (−5.3)                   | 13.9 (−10.1)                  | 7.4 (−13.7)                   |
| أدنى درجة حرارة °ف (°م)             | −13 (−25)                     | −10 (−23)                     | 2 (−17)                       | 22 (−6)                       | 27 (−3)                       | 44 (7)                        | 53 (12)                       | 52 (11)                       | 34 (1)                        | 21 (−6)                       | 6 (−14)                       | −5 (−21)                      | −13 (−25)                     |
| الهطول إنش (مم)                     | 0.73 (19)                     | 1.05 (27)                     | 1.53 (39)                     | 2.12 (54)                     | 3.14 (80)                     | 3.95 (100)                    | 1.95 (50)                     | 2.62 (67)                     | 2.42 (61)                     | 2.25 (57)                     | 1.25 (32)                     | 0.91 (23)                     | 23.92 (608)                   |
| متوسط تساقط الثلوج إنش (سم)         | 2.7 (6.9)                     | 1.1 (2.8)                     | 0.4 (1.0)                     | 0.2 (0.51)                    | 0 (0)                         | 0 (0)                         | 0 (0)                         | 0 (0)                         | 0 (0)                         | 0.2 (0.51)                    | 0.7 (1.8)                     | 1.7 (4.3)                     | 7.0 (18)                      |
| متوسط أيام هطول الأمطار (≥ 0.01 in) | 3.5                           | 4.6                           | 5.3                           | 5.9                           | 8.0                           | 8.7                           | 5.5                           | 6.6                           | 6.1                           | 6.1                           | 4.6                           | 4.1                           | 69.0                          |
| متوسط الأيام المثلجة (≥ 0.1 in)     | 1.6                           | 0.9                           | 0.4                           | 0.1                           | 0                             | 0                             | 0                             | 0                             | 0                             | 0.1                           | 0.2                           | 1.6                           | 4.9                           |
| المصدر: NOAA                        |                               |                               |                               |                               |                               |                               |                               |                               |                               |                               |                               |                               |                               |

## أعلام
- لو دوبز
- ريد باركلي
- كلارنس بوث
- هاردي براون